# Premier League Malti 1972-1973
Il campionato era formato da dieci squadre e il Floriana vinse il titolo.

## Classifica finale
| Pos. | Squadra              | G  | V  | N | P  | GF | GS | Punti |
| ---- | -------------------- | -- | -- | - | -- | -- | -- | ----- |
| 1    | Floriana             | 18 | 12 | 2 | 4  | 31 | 10 | 26    |
| 2    | Sliema Wanderers     | 18 | 10 | 5 | 3  | 34 | 14 | 25    |
| 3    | Ħamrun Spartans F.C. | 18 | 10 | 5 | 3  | 25 | 10 | 25    |
| 4    | Valletta F.C.        | 18 | 9  | 6 | 3  | 29 | 14 | 24    |
| 5    | Birkirkara F.C.      | 18 | 8  | 8 | 2  | 17 | 9  | 24    |
| 6    | Hibernians F.C.      | 18 | 5  | 5 | 8  | 15 | 15 | 15    |
| 7    | Gzira United         | 18 | 5  | 5 | 8  | 13 | 20 | 15    |
| 8    | Marsa F.C.           | 18 | 4  | 6 | 8  | 15 | 22 | 14    |
| 9    | St. George's F.C.    | 18 | 2  | 5 | 11 | 7  | 25 | 9     |
| 10   | St. Patrick F.C.     | 18 | 1  | 1 | 16 | 11 | 58 | 3     |